# جون ميخائيل لوند
جون ميخائيل لوند (بالنرويجية البوكمول: Johan Michael Lund)‏ هو محامي ومحامي وسياسي نرويجي، ولد في 2 سبتمبر 1753 في برغن في النرويج، وتوفي بنفس المكان في 15 مايو 1824.